# دزيرجينسكي

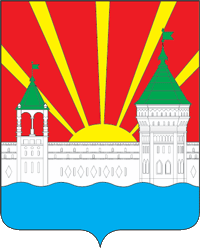
شعار مدينة دزيرجينسكي

دزيرجينسكي (بالروسية: Дзержинский) هي إحدى مدن روسيا في الكيان الفدرالي الروسي موسكو أوبلاست. على اسم زعيم الاستخبارات السوفيتية (التشيكا) فيلكس دزيرجينسكي

## توأمة
لدزيرجينسكي اتفاقيات توأمة مع:
- مونتانا